# Любе Спасов
Любе Спасов (болг. Любе Ангелов Спасов) — болгарський футбольний арбітр і функціонер. Арбітр ФІФА з 1990 по 1995 рік.

## Біографія
Народився в Софії 1 грудня 1949 року.
Працював футбольним арбітром з 1976 по 1995 рік, при цьому з 1982 року 14 сезонів працював у вищому дивізіоні.
З 1990 по 1995 рік працював арбітром ФІФА. Він провів 55 міжнародних матчів, в тому числі в матчах Кубка європейських чемпіонів та Кубку УЄФА. Працював на молодіжному чемпіонаті Європи 1992 року і чемпіонаті Європи серед жінок 1991 року. Він також проводив зустрічі на літніх Олімпійських іграх в Барселоні в 1992 році.
По завершенні суддівської кар'єри став функціонером. Член виконавчого комітету БФС з 1995 по 1997 рік. Генеральний секретар Професійної футбольної ліги протягом 20 років з 1993 по 2013 рік

## Нагороди
- Володар золотого значка ФІФА.
- Володар золотого знака Болгарського футбольного союзу.